# Jean-Baptiste Métivier
Pour les articles homonymes, voir Métivier.

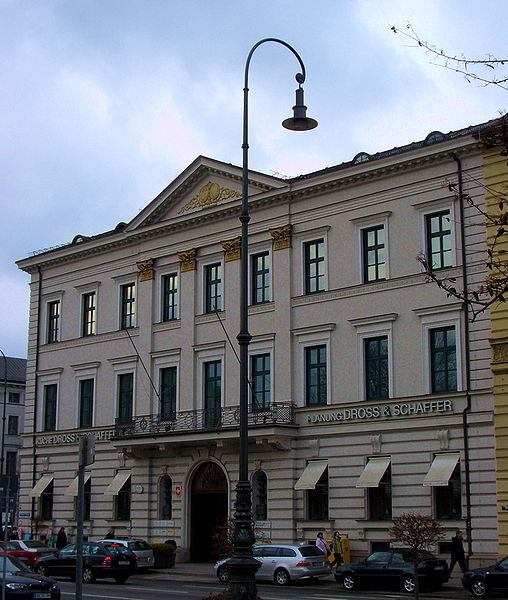
Façade du palais Almeida

Jean-Baptiste Métivier, né le 1er avril 1781 à Rennes et mort le 15 octobre 1857 à Munich est un architecte franco-bavarois du néoclassicisme qui fut actif à Munich.

## Biographie
Métivier est le fils d'un architecte. Il poursuit ses études d'architecture à Paris et épouse Jeanne-Marie Ménagé. Il s'installe en 1811 à Munich, capitale du royaume de Bavière allié à Napoléon. Il est nommé inspecteur royal des bâtiments en 1816, décorateur de la Cour en 1818, et conseiller d'architecture en 1824. Métivier collabore avec Leo von Klenze qui est le parrain d'un de ses enfants. Il s'occupe de l'aménagement intérieur de certains des bâtiments conçus par Klenze.
Métivier construit surtout des hôtels particuliers et des palais pour la bonne société munichoise, mais la plupart ont été détruits par les bombardements anglo-américains de la fin de la Seconde Guerre mondiale. On compte parmi ses œuvres importantes le château de la famille Tour-et-Taxis qui occupe l'emplacement des anciens bâtiments abbatiaux de Saint-Emmeran. Le château Saint-Emmeran (de) a été construit à partir de 1812. Métivier conçoit également les plans de la première synagogue de Munich en 1826 à la Westernriederstraße. Métivier devient à partir de 1836 l'architecte de Maximilien de Beauharnais, duc de Leuchtenberg. Il conçoit également la décoration intérieure et le mobilier des maisons qu'il bâtit pour l'aristocratie munichoise, ainsi que les décors et les illuminations des réceptions et bals qu'elle donne.
Il interrompt son travail en 1852 à cause de la maladie et il est enterré au cimetière du Sud à Munich.

## Quelques œuvres
- Palais Almeida de Munich, 1824
- Château de Weyhern (de), 1826
- Palais Barlow, 1828

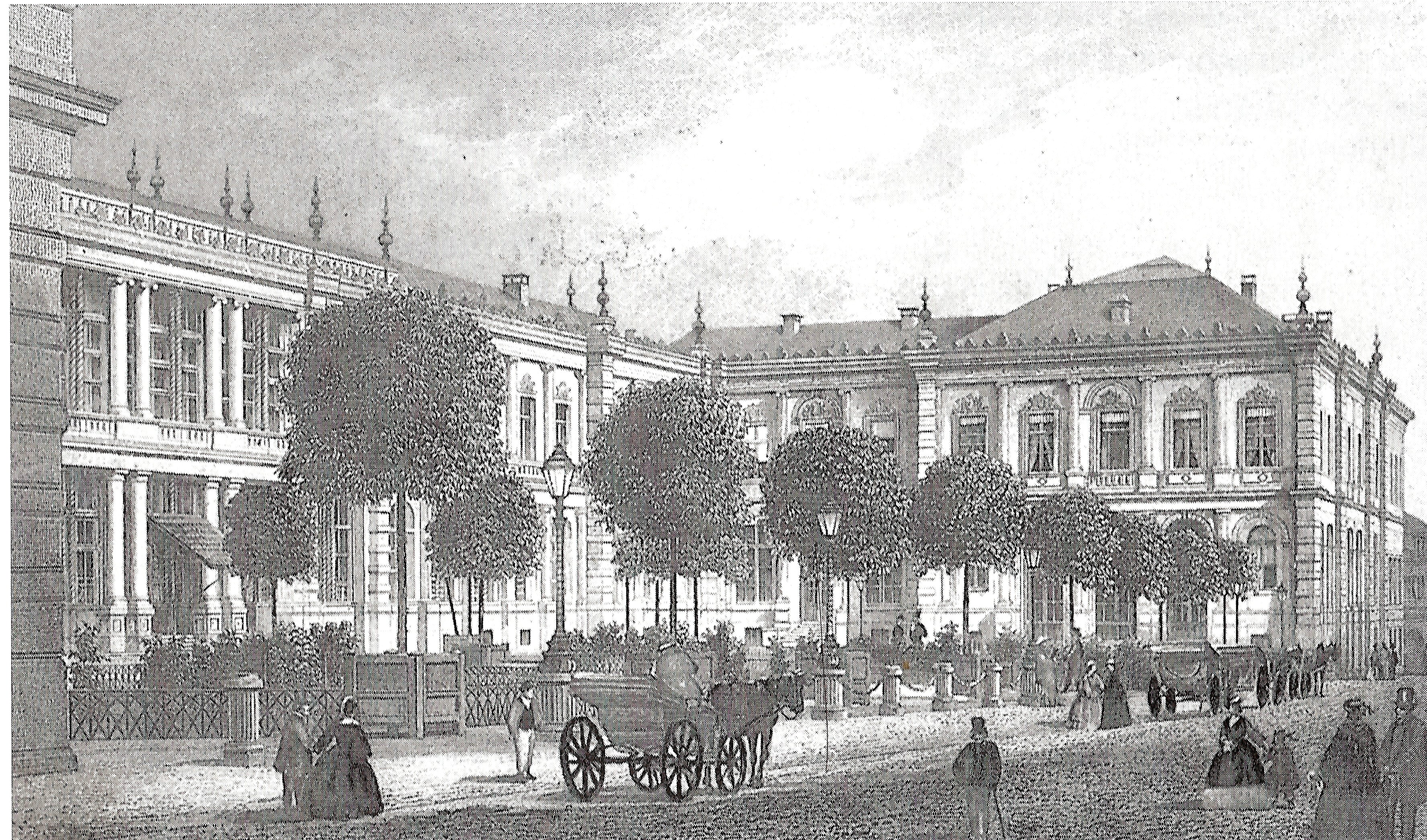
Maison de cure de Bad Hombourg en 1865

- Intérieur du palais du prince Charles (Prinz-Carl-Palais), 1830
- Intérieur de l'ancienne église Saint-Matthieu de Munich, 1833
- Maison de cure de Bad Hombourg (de) (Kurhaus), 1843

## Source
- (de) Cet article est partiellement ou en totalité issu de l’article de Wikipédia en allemand intitulé « Jean Baptiste Métivier » (voir la liste des auteurs).